# 澁谷雅弘
澁谷 雅弘（しぶや まさひろ、1966年 - ）は、日本の法学者。中央大学法学部教授。専門は租税法。特に資産課税を研究。北海道出身。金子宏門下。
北海道滝川高等学校を経て、1989年東京大学法学部卒業。同年東京大学法学部助手。1992年東京大学法学部講師。1995年2月東北大学法学部助教授。 2000年4月東北大学大学院法学研究科助教授。2005年東北大学大学院法学研究科教授。これまで東北大学公共政策大学院院長、東北大学大学院法学研究科副研究科長等を歴任。2017年中央大学法学部教授。新司法試験考査委員を務める。

## 著書
- 『租税法学習ノート』佐藤英明ほか共著　弘文堂
- 『ケースブック租税法』金子宏ほか共著　弘文堂
- 『租税法概説』中里実ほか共著　有斐閣

## 駐
1. ↑  教員紹介
2. ↑  マイポータル
3. ↑  KAKEN

| スタブアイコン | サブスタブ | この項目は、まだ閲覧者の調べものの参照としては役立たない、人物に関連した書きかけの項目です。この項目を加筆・訂正などしてくださる協力者を求めています（P:人物伝/PJ:人物伝）。 |